# Burzyk wielki
Burzyk wielki (Ardenna gravis) – gatunek ptaka z rodziny burzykowatych (Procellariidae), zamieszkującego głównie Ocean Atlantycki. W locie skrzydła sztywno wyprostowane, po długim locie ślizgowym przez pewien czas wolno macha skrzydłami. Nie wyróżnia się podgatunków. Nie jest zagrożony.
WyglądObie płcie jednakowe, choć przeciętna samica jest nieco mniejsza od przeciętnego samca. Ciemna, szarobrązowa czapka, grzbiet „łuskowany”, z jasnymi obrzeżeniami piór. Lotki czarne. Gardło, obroża i spód ciała białe; czarna plama na brzuchu. Spód skrzydeł biały, na kuprze wąskie, białe piętno. Ogon krótki, zaokrąglony, o ciemnych pokrywach podogonowych.
RozmiaryDługość ciała 43–51 cm; rozpiętość skrzydeł 100–118 cm. Masa ciała 670–995 g.
Zasięg, środowiskoGniazda zakłada w norach na wyspach archipelagu Tristan da Cunha (w tym Gough); bardzo nielicznie gniazduje na Falklandach, gdzie jedyne potwierdzone stanowisko lęgowe znajduje się na wyspie Kidney Island. Wędruje wiosną na północ, a latem na zachodni Ocean Atlantycki.
StatusMiędzynarodowa Unia Ochrony Przyrody (IUCN) uznaje burzyka wielkiego za gatunek najmniejszej troski (LC – Least Concern) nieprzerwanie od 1988 roku. Liczebność populacji w 2004 roku szacowano na co najmniej 15 milionów osobników. Ze względu na brak dowodów na spadki liczebności bądź istotne zagrożenia dla gatunku, BirdLife International uznaje trend liczebności populacji jako stabilny.